# Lachende Erben
Pour plus de détails, voir Fiche technique et Distribution.
Lachende Erben (littéralement « Les joyeux héritiers ») est un film allemand réalisé par Max Ophüls, sorti en 1933.

## Synopsis
Peter Frank a perdu son oncle, un important producteur de vin pour qui il travaillait. À l'ouverture du testament, il découvre qu'il héritera de l'entreprise de l'oncle à la condition expresse de rester sobre pendant un mois. D'autres héritiers potentiels sont prêts à récupérer l'affaire en cas de défaillance de Peter ; Peter qui vient de tomber amoureux de la fille de l'un de ses rivaux.

## Fiche technique
- Titre original : Lachende Erben
- Réalisation : Max Ophüls
- Scénario : Trude Herka ; adaptation Felix Jackson et Max Ophüls
- Décors : Benno von Arent
- Photographie : Eduard Hoesch
- Son : Walter Rühland
- Musique : Clemens Schmalstich, compositeur ; Hans-Otto Borgmann, direction d'orchestre
- Montage : Herbert B. Fredersdorf
- Production : Bruno Duday
- Société de production : Universum Film AG (UFA)
- Pays d'origine : Troisième Reich
- Format : Noir et blanc - 35 mm - 1,37:1
- Genre : Comédie
- Durée : 76 minutes
- Date de sortie : 6 mars 1933

## Distribution
- Heinz Rühmann : Peter Frank
- Lien Deyers : Gina, fille de Robert Stumm
- Lizzi Waldmüller : Liane Heller
- Max Adalbert : Justus Bockelmann, l'oncle
- Ida Wüst : Britta Bockelmann, la tante
- Walter Janssen : Robert Stumm
- Julius Falkenstein : Maître Weinhöppel, le notaire
- Friedrich Ettel : Schlemmel, le vigneron
- Elfriede Jera : la secrétaire de Robert Stumm
- Walter Steinbeck : un passager